# Mecatrônica

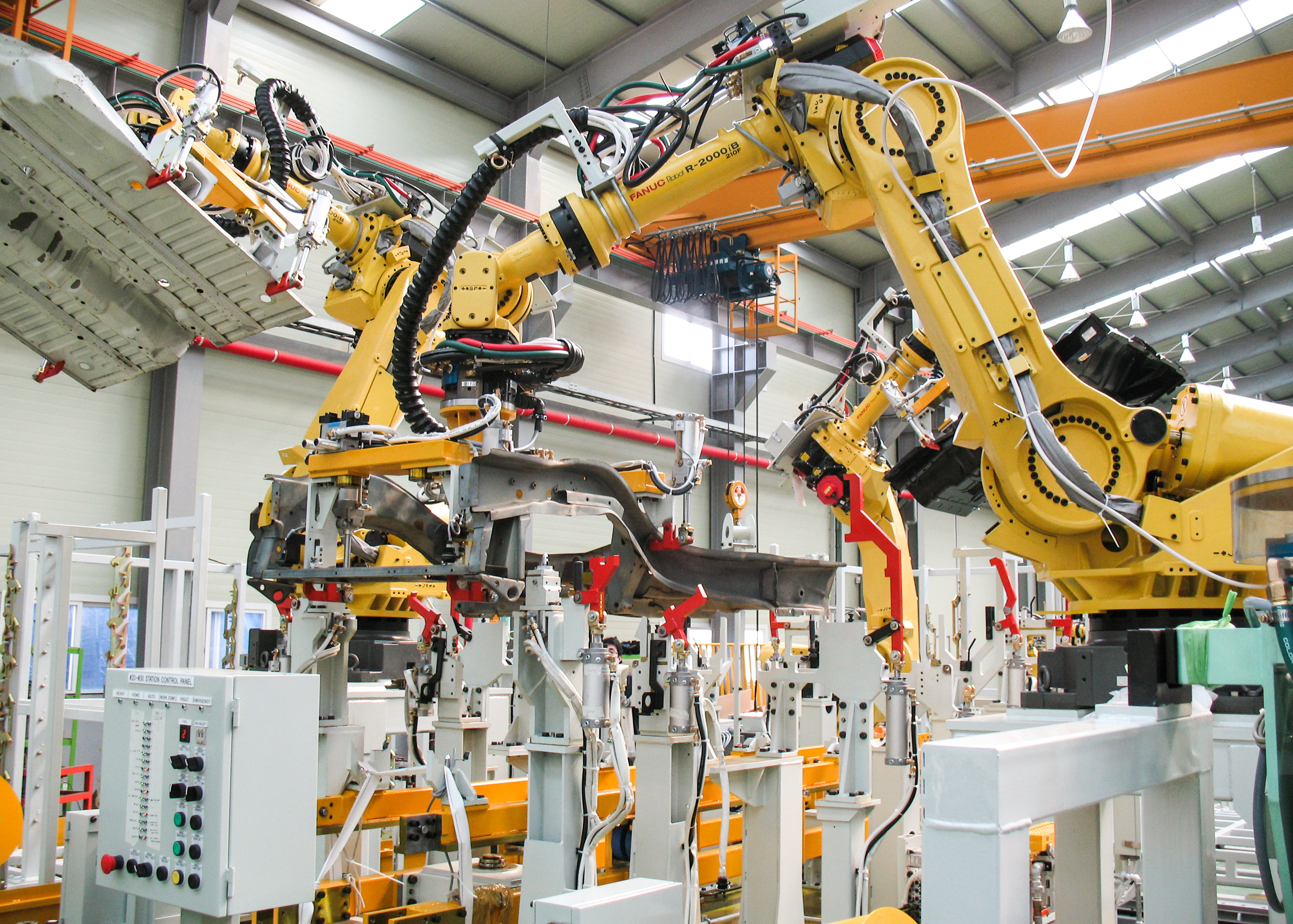
Robôs industriais numa linha de produção automática.

Mecatrônica é um ramo multidisciplinar da engenharia voltado ao projeto de sistemas eletromecânicos automatizados, controlados por computador. É uma espécie de "futuro das engenharias". Inicialmente, o curso tem disciplinas como: calculo, química inorgânica, mecânica e álgebra básica. Na parte específica, são introduzidas disciplinas que incluem: circuitos elétricos, eletrônica, controle de sistemas e automação industrial. Como várias disciplinas do curso envolvem aspectos práticos e experimentais, elas naturalmente incluem aulas em laboratórios específicos.
Devemos também considerar, no exercício da mecatrônica, a importância dos conhecimentos em materiais, suas ligas e propriedades físico-químicas. Tais características são fundamentais e determinarão a vida útil de um equipamento ou dispositivo mecatrônico.

## Formação
A formação nesta área, no Brasil, pode ocorrer em nível técnico e superior. Dentro dos cursos técnicos, tem-se o Técnico em mecatrônica e o Técnico em automação industrial. Os cursos de nível superior levam diversas denominações, como: tecnólogo em mecatrônica e engenharia de controle e automação. O Ministério da Educação, diferente de outros países, define o curso de graduação em Engenharia de Controle e Automação como o que representa oficialmente esta formação; no entanto, pode-se encontrá-la também como Engenharia Mecatrônica. Apesar de ser uma profissão bem remunerada, ela surgiu em meio a protestos, por retirar empregos de operários de fábricas, e aumentar o temor de desemprego entre a população. Contudo, economistas acreditam que os avanços trarão crescimento, e aumento de novos postos de trabalho.  